# Jerantut

Jerantuts läge i delstaten Pahang.

Jerantut är ett distrikt i delstaten Pahang, Malaysia. Distriktet har 91 096 invånare (2010).